# Timbuktu (Kreis)

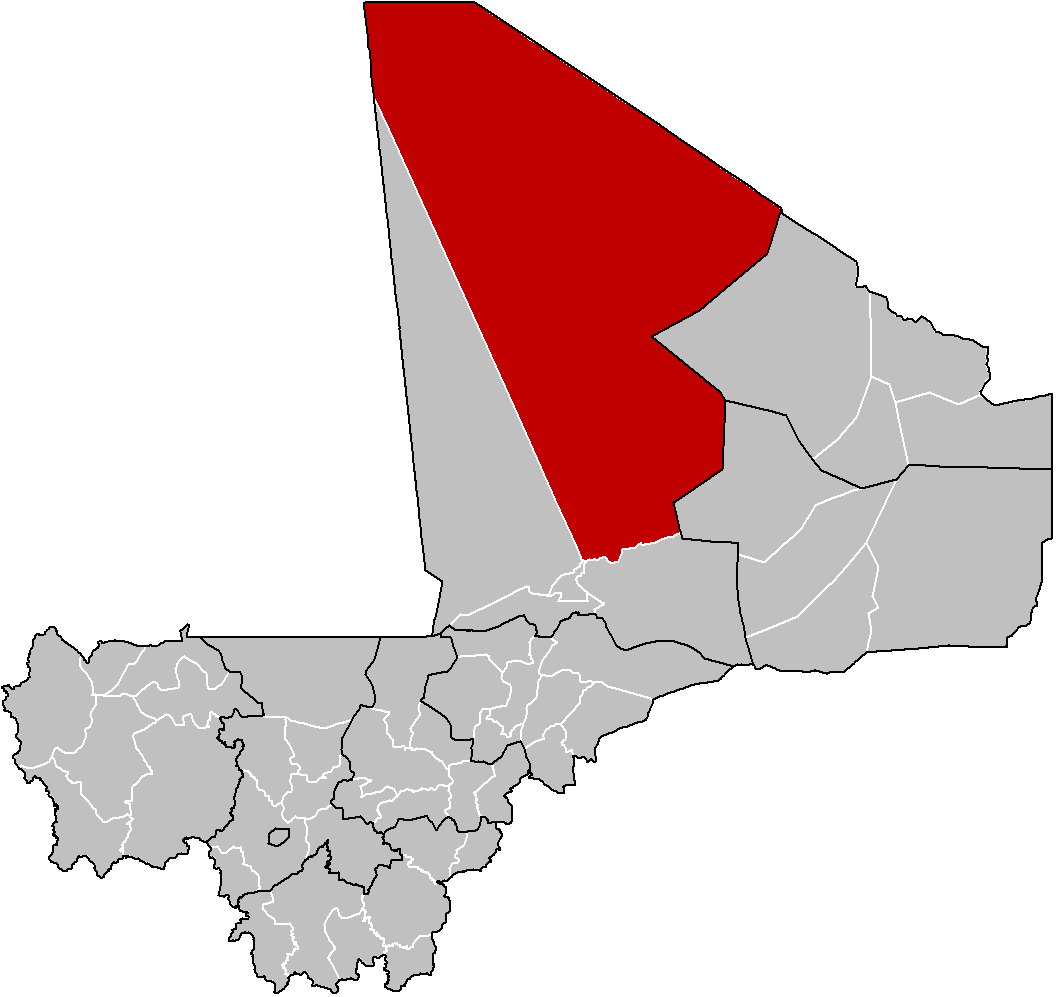
Kreis Timbuktu

Timbuktu ist der Name eines Kreises (franz. cercle de Tombouctou) in der gleichnamigen Region Timbuktu.
Der Kreis teilt sich in sechs Gemeinden, die Einwohnerzahl betrug beim Zensus 2009 124.546 Einwohner.
Gemeinden: Timbuktu (Hauptort), Alafia, Ber, Bourem Inaly, Lafia, Salam.